# Hôpitaux universitaires Virgen del Rocío
Pour les articles homonymes, voir Rocío et Virgen del Rocío.

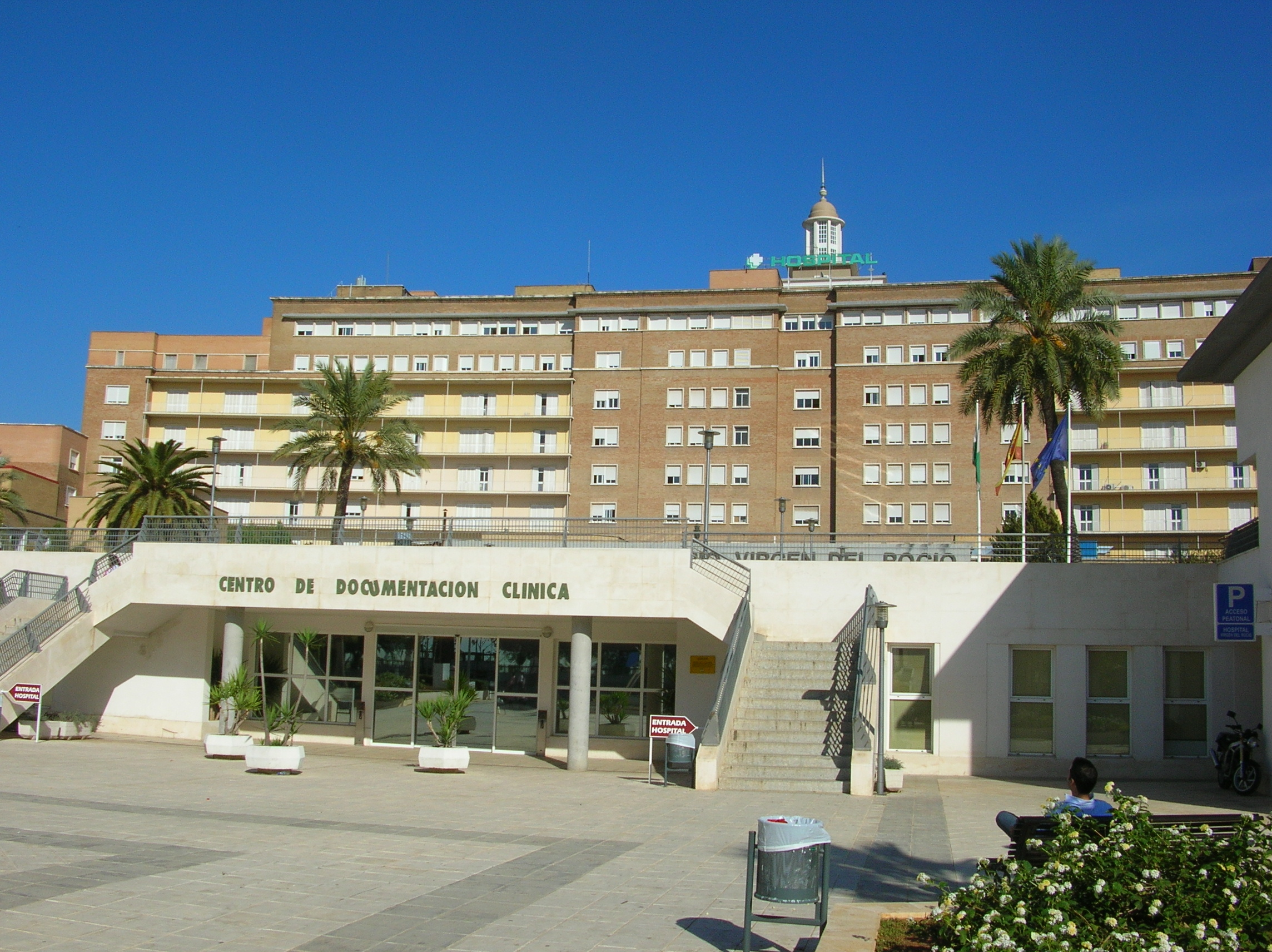
Hôpital général des Hôpitaux universitaires Virgen del Rocío

Les Hôpitaux universitaires Virgen del Rocío forment le principal centre hospitalier de Séville (Espagne).
Hôpital universitaire dépendant de l'Université de Séville, il est non seulement un hôpital de proximité pour la ville de Séville, mais également l'hôpital de référence pour une grande partie de l'Andalousie voire, selon les spécialités, pour l'Andalousie et l'Estrémadure.
Hôpital du Système sanitaire public andalou (Sistema Sanitario Público de Andalucía), il est intégré au Service andalou de santé (Servicio Andaluz de Salud).

## Campus

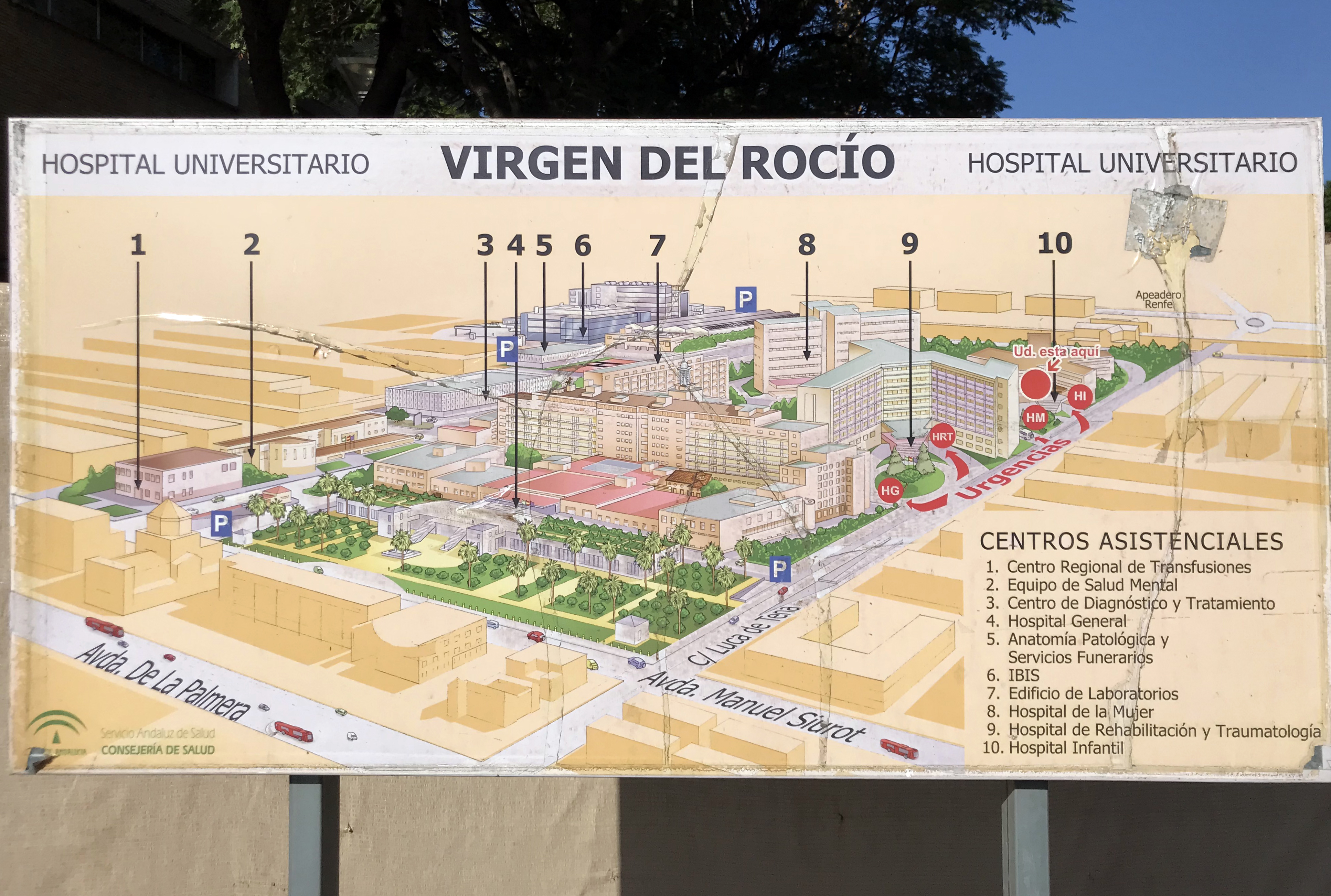
Plan du centre hospitalier.

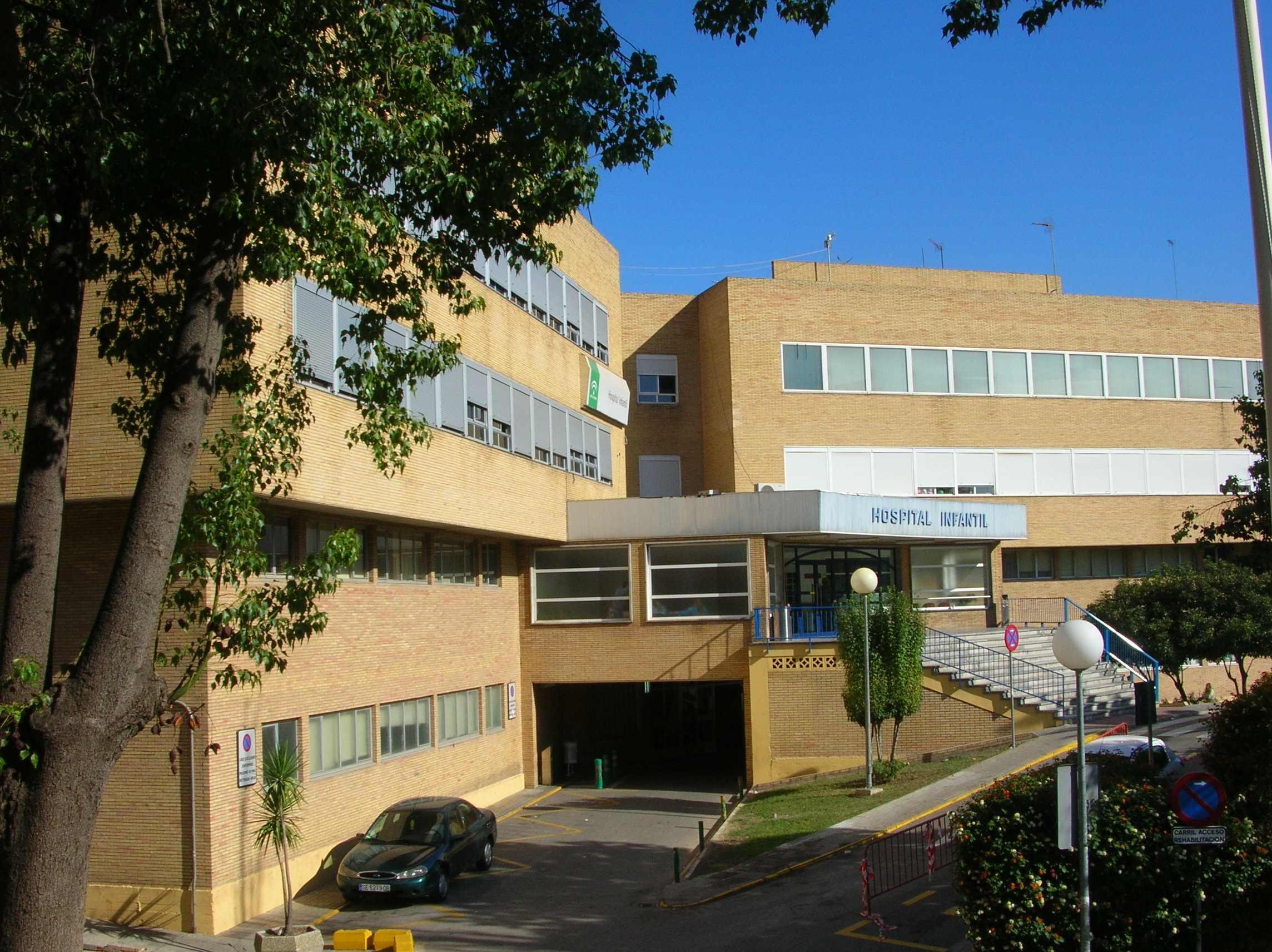
Hôpital pédiatrique

Le site principal du centre hospitalier se trouve dans le district Sud de la ville, sur l'Avenue Manuel Siurot, et est composé de plusieurs bâtiments : hôpital général (616 lits), hôpital de la femme (185 lits, 4 salles d'accouchement), hôpital pédiatrique (189 lits), centre de coordination de psychiatrie, hôpital de rééducation et de traumatologie (302 lits), centre de diagnostic et de traitement ambulatoire, édifice des laboratoires et centre de dialyse, bâtiment d'anatomo-pathologie, édifice administratif, bâtiment des ressources humaines et centre de documentation.
Toutes les spécialités de la médecine y sont représentées.
De plus, d'autres sites géographiquement séparés lui sont rattachés: l'hôpital Duques del Infantado, le centre spécialisé Dr Fleming, le centre spécialisé Virgen de los Reyes et douze centres de psychiatrie.

## Hôpital de référence

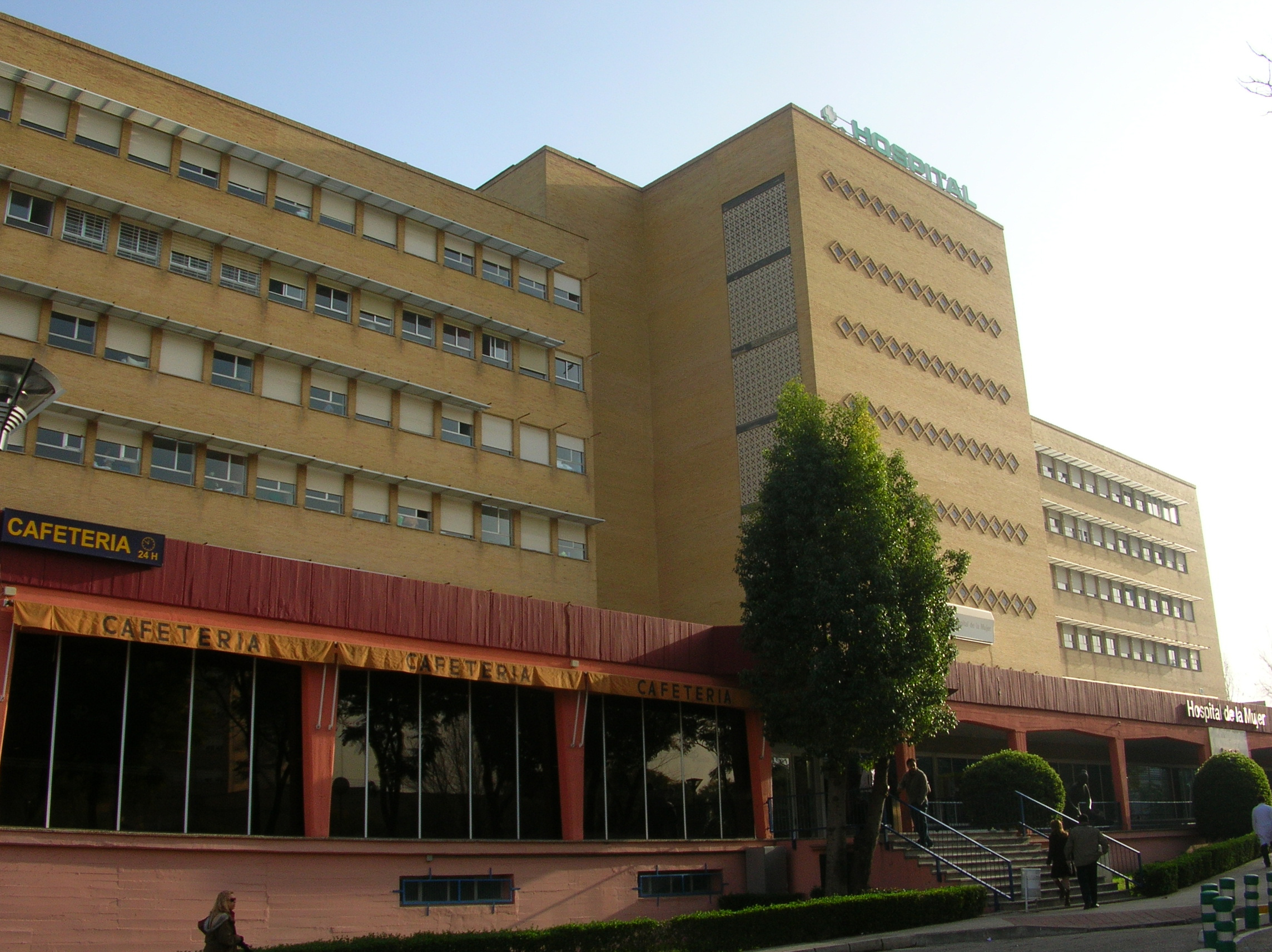
Hôpital de la femme

Les Hôpitaux Virgen des Rocío représentent l'hôpital de base pour une partie de la ville de Séville, une partie de la comarque d'El Aljarafe et pour le sud de Séville, ce qui représente 587 226 habitants. En outre, il est l'hôpital de référence provincial pour 959 888 habitants de plus (des communes du nord et du sud de Séville et de la région d'Osuna) et l'hôpital de référence régional pour les provinces de Cadix et de Huelva, ce qui représente une population supplémentaire de 1 241 376 d'habitants. Pour certaines spécialités comme la néphrologie pédiatrique, par exemple, il est le centre de référence pour le reste de la communauté autonome d'Andalousie, celle d'Estrémadure et pour les villes autonomes de Ceuta et de Melilla.

## Statistiques[1]

### Clinique

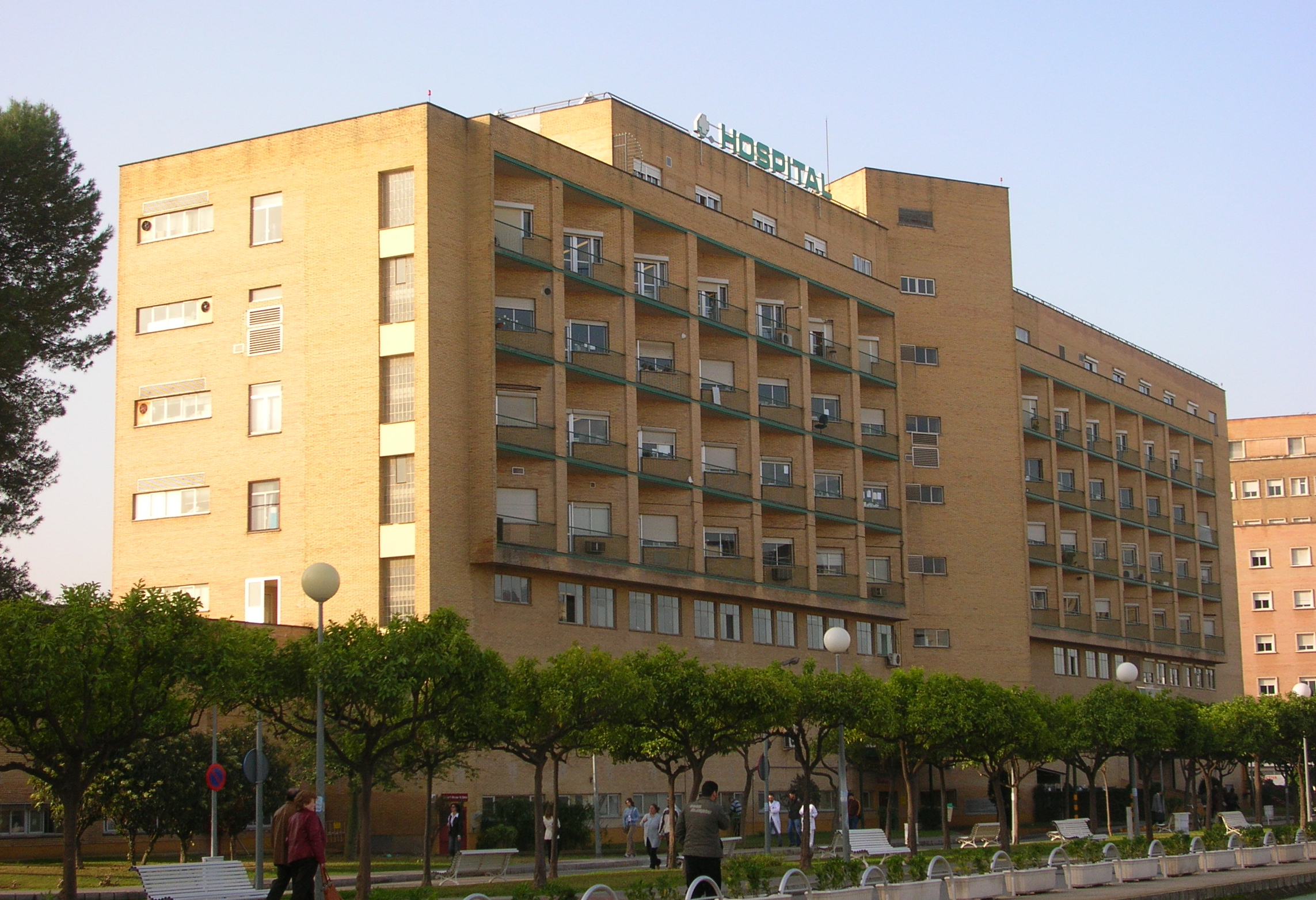
Laboratoires et centre de dialyse

Le centre hospitalier compte 1 366 lits. Il employait 8 055 personnes (2,38 % des emplois de la ville) en 2006, dont 1 433 médecins et 3 704 infirmières. Le personnel compte 70 % de femmes. 
En 2006, son budget était de 439 millions d'euros. Son activité clinique se résumait la même année à 54 381 hospitalisations, 310 422 urgences, 62 046 interventions chirurgicales, 1 013 763 consultations, 8 882 accouchements (dont 16,9 % de césariennes) et 287 transplantations.

### Recherche
En 2006, 373 projets de recherche étaient en cours. Entre 2001 et 2006, cela représentait un budget total de plus de 5 millions d'euros. Le centre est le leader andalou de la recherche médicale et se trouve également dans les premières places au niveau national.

### Formation et enseignement
En 2006, 1 791 étudiants en médecine et internes étaient formés dans le centre.

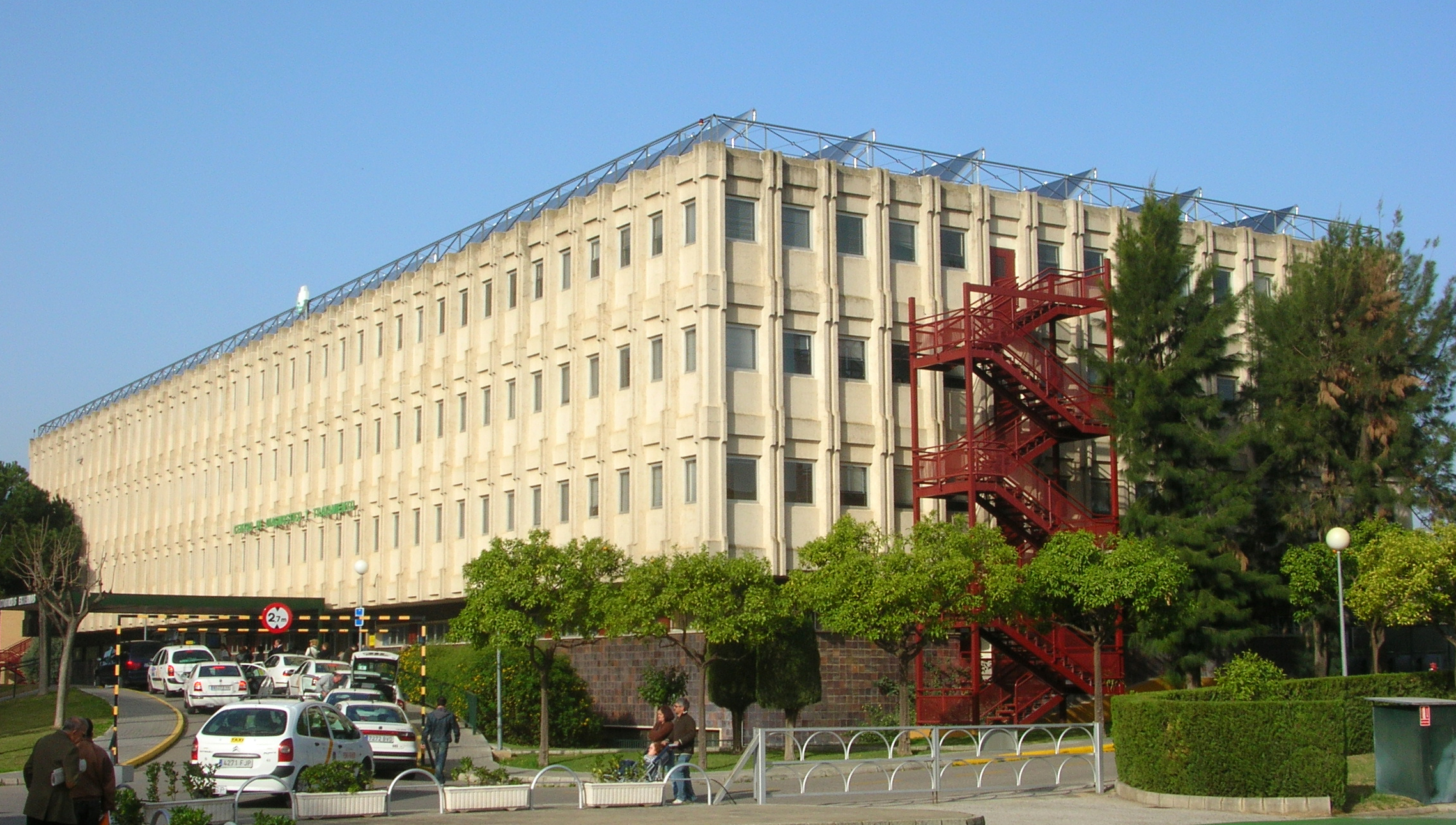
Bâtiment de diagnostic et traitement ambulatoire
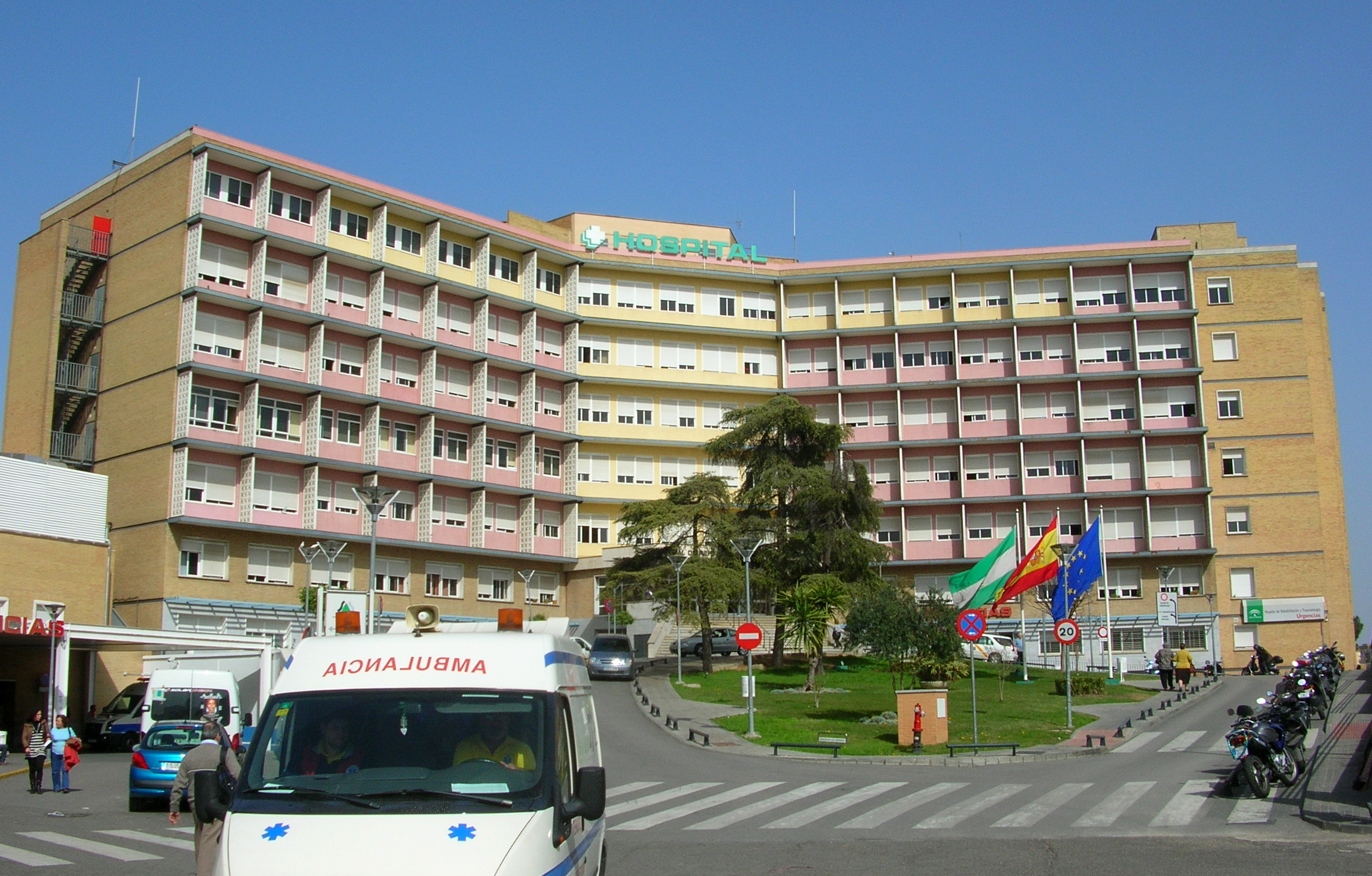
Bâtiment de traumatologie et rééducation
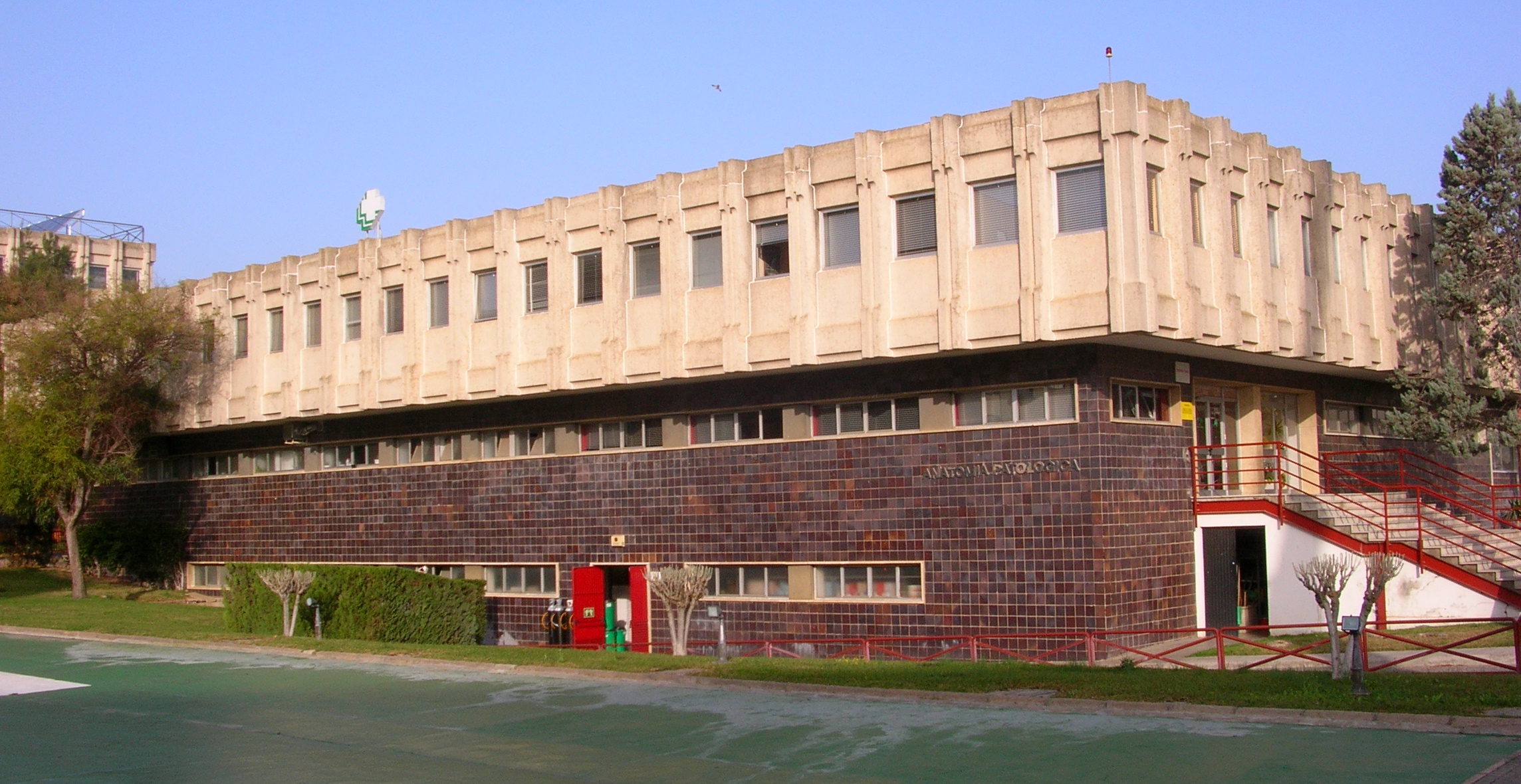
Bâtiment du service d'anatomo-pathologie

## Source
- (es) www.huvr.es, « site officiel de l'hôpital Virgen del Rocío » (consulté le 10 février 2008)